# Jan Honoré Talpe
Nascido na Bélgica, chegou ao Brasil em janeiro de 1965. Na época, era padre e doutor em física pela Universidade Católica de Lovaina.
Em meados de 1965, conseguiu uma bolsa da Fundação de Amparo à Pesquisa do Estado de São Paulo (FAPESP), na área de ressonância paramagnética, o que possibilitou ser contrato, em 1966, como professor física da Escola Politécnica da Universidade de São Paulo (USP).
Desse modo, foi residir no Conjunto Residencial da Universidade de São Paulo (CRUSP) e começou a apoiar as demandas estudantis e a integrar a Ação Popular (AP).
Em julho de 1967, tentou conter uma ação violenta da Polícia Militar no CRUSP e foi detido, mas liberado em pouco tempo.
Em 1968, após o CRUSP ser cercado pela Polícia Militar, passou a morar em uma casa próxima à USP e, depois, em um bairro operário, em Osasco, juntamente com o Padre Antônio Soligo.
Em 19 de fevereiro de 1969, foi preso devido ao seu apoio aos movimento operário em Osasco e encaminhado ao Departamento Estadual de Ordem Política e Social de São Paulo (DOPS-SP) em 28 de fevereiro de 1969, onde foi torturado com choques elétricos.
Depois de seis meses na prisão, perdeu seu emprego de professor na USP e foi expulso do país, em 8 de agosto de 1969.
Na Europa, continuou sua atividade política contra as ditaduras latino-americanas, ajudando a formar a "Frente Brasileira de Informações", que possuía colaboradores em vários países, além disso:
- ajudou a conseguir assistência para exilados brasileiros e chilenos;
- participou da organização do movimento de boicote ao "Brasilian Export" de 1973 e de atos pela redemocratização, como o que ocorreu em Paris no dia 15 de janeiro de 1970.

No dia 5 de abril de 2014, com 81 anos de idade, apesar da vigência da Lei da Anistia, de 1979, e de já ter visitado o Brasil em 2005, sem qualquer embaraço, foi impedido de entrar no Brasil pela Polícia Federal do Aeroporto Internacional de Guarulhos.
A alegação para esse impedimento foi a sua expulsão em 1969, fundamentada pelo Decreto-Lei nº 417/1969.
Nesse contexto, foi impetrado um Habeas Corpus, com pedido de decisão liminar à Justiça Federal de Guarulhos, que foi deferida. Desse modo, Jan Talpe conseguiu ingressar no Brasil para participar do 7º Congresso Nacional dos Pequenos Agricultores de Cana-de-Açúcar (Conapa) e do 10º Simpósio dos Pequenos Agricultores de Arroz, a convite do Instituto Latino-americano de Estudos Socioeconômicos (Ilaese). Tendo sido convidado para, nesses eventos, falar sobre a Ditadura Militar.
Meses depois, a sentença confirmou a decisão proferida liminarmente, entretanto, a Advocacia Geral da União, apresentou recurso contra a decisão, afirmando que o Decreto-Lei nº 417/1969 foi reproduzido pela Lei nº 6815/80, acolhida pela Constituição Federal de 1988.
No dia 20 de julho de 2015, o Tribunal Regional Federal da 3ª Região emitiu decisão favorável à Jan Talpe.
A solução definitiva para que possa entrar no Brasil, sem passar por novos constrangimentos, dependeria do deferimento de seu pedido de anistia política pela Comissão de Anistia do Ministério da Justiça brasileiro.
Entretanto, no dia 08 de fevereiro de 2018, o então Ministro da Justiça, Torquato Jardim, indeferiu o pedido de anistia política de Jan Talpe, contrariando parecer favorável da Comissão de Anistia    .